# Ludwigia major
Ludwigia major är en dunörtsväxtart som först beskrevs av Marc Micheli, och fick sitt nu gällande namn av T.P. Ramamoorthy. Ludwigia major ingår i släktet ludwigior, och familjen dunörtsväxter. Inga underarter finns listade i Catalogue of Life.